# NGC 1479
NGC 1479 је ознака објекта на координатама са ректансцензијом 3h 54m 20,4s и деклинацијом - 10° 12" 31'. Открио га је Франк Милер, 1886. Каснијим посматрањима на том положају није уочен никакав астрономски објекат.